# Luiz Otávio (calciatore 1988)
Luiz Otávio Anacleto Leandro, noto semplicemente come Luiz Otávio (Carmo, 14 settembre 1988), è un calciatore brasiliano, difensore del Ceará.

## Caratteristiche tecniche
È un difensore centrale.

## Carriera
Il 15 aprile 2018 ha esordito in Série A disputando con il Ceará l'incontro perso 2-0 contro il Santos.

## Palmarès

### Club

#### Competizioni statali
- Super Copa Maranhão: 1

Sampaio Corrêa: 2015
- Campeonato Cearense: 2

Ceará: 2017, 2018

#### Competizioni regionali
- Copa do Nordeste: 2

Ceará: 2020, 2023